# Grenada na Letnich Igrzyskach Olimpijskich 2000
Grenadę na Letnich Igrzyskach Olimpijskich 2000 reprezentowało 3 zawodników: 2 mężczyzn i 1 kobieta.

## Skład kadry

### Lekkoatletyka
- Rudieon Sylvan - bieg na 400 m (odpadł w 1 rundzie eliminacji)
- Hazel-Ann Regis - bieg na 400 m (odpadła w 1 rundzie eliminacji)

### Pływanie
- Omar Hughes - 50 m stylem dowolnym (odpadł w eliminacjach)